# Jaroslaw Marcinowski

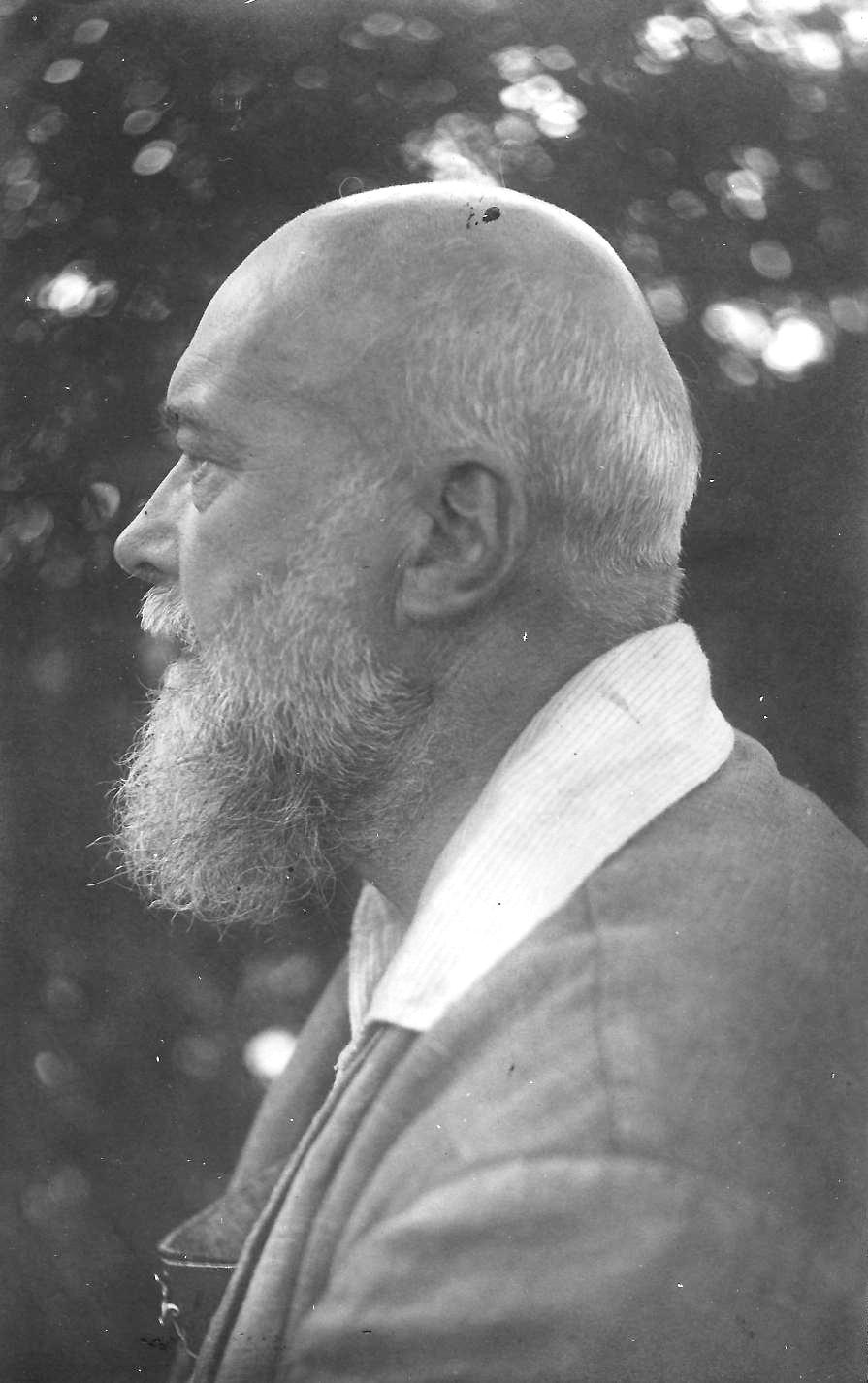
Jaroslaw Marcinowski

Johannes Jaroslaw Marcinowski (* 13. November 1868 in Breslau; † 13. Februar 1935 in Tübingen-Waldhausen) war ein Arzt und Psychoanalytiker.

## Leben
Marcinowski studierte an der Schlesischen Friedrich-Wilhelm-Universität Medizin und wurde 1894 in Breslau zum Dr. med. promoviert. Seit 1907 führte er ein Sanatorium für Psychotherapie am Ukleisee bei Eutin („Haus Sielbeck“). Nach dem Ersten Weltkrieg organisierte er ein Sanatorium in Bad Heilbrunn in Oberbayern sowie ab 1929 zusammen mit seiner Frau ein ärztliches Genesungsheim bei Tübingen-Waldhausen.  Von 1919 bis 1925 war er Mitglied der Wiener Psychoanalytischen Vereinigung.

## Werke
- Im Kampf um gesunde Nerven. Ein Wegweiser zum Verständnis und zur Heilung nervöser Zustände. O. Salle, Berlin 1904
- Nervosität und Weltanschauung. Studien zur seelischen Behandlung Nervöser nebst einer kurzen Theorie vom Wollen und Können. O. Salle, Berlin 1905.
- Ärztliche Erziehungskunst und Charakterbildung. Die sittlichen Werte der psycho-analytischen Behandlung nervöser Zustände. Reinhardt, München 1916.
- Neue Bahnen zur Heilung nervöser Zustände. Ein Stück Lebenskunst für alle. O. Salle, Berlin 1916.
- Mein Weg zu Gott. Suchen und Finden aus meinem Leben. Müller, München 1921.
- Die Gefühlszerissenheit der neurotischen Psyche. Anthropos-Verlag, Prien 1924.
- Minderwertigkeitsgefühle. Anthropos-Verlag, Prien 1924.
- Probleme und Praxis der geschlechtlichen Aufklärung. Anthropos-Verlag, Prien 1924.
- Schuldgefühle. Anthropos-Verlag, Prien 1924.
- Der Mut zu sich selbst: Das Seelenleben des Nervösen und seine Heilung. Verlag von Otto Salle, Berlin 1925.